# Victoria, Leova
Victoria este un sat în partea de vest a Republicii Moldova, în raionul Leova. Aparține de comuna Sărăteni.

## Demografie

### Structura etnică
Structura etnică a localității conform recensământului populației din 2004:
| Grup etnic                    | Populație | % Procentaj |
| ----------------------------- | --------- | ----------- |
| Băștinași declarați Moldoveni | 146       | 100%        |
| Total                         | 146       |             |